# Муравьёва, Ирина Лазаревна
Ирина Лазаревна Муравьёва (род. 21 сентября 1952, Москва) — американская русскоязычная писательница.

## Биография
Ирина Муравьёва родилась в Москве 21 сентября 1952 года в семье переводчика Лазаря Майровича Штайнмеца и Тамары Константиновны Панкратовой. В три года лишилась матери (мать умерла от врождённого порока сердца).
После школы окончила филфак МГУ, отделение русского языка и литературы. Ученица профессора В. Е. Хализева.
В 1974 году вышла замуж за Виктора Муравьёва, сына Народного артиста РСФСР Владимира Муравьёва и Зинаиды Гилельс, известного педагога игры на скрипке; родила сына. До отъезда в 1985 году на постоянное место жительства в США жила и работала в Москве. Начинала как литературовед. В соавторстве с проф. В. Е. Хализевым опубликовала две статьи о Пушкине. Переводила на русский язык стихи английских и немецких поэтов. После эмиграции начала активно печататься в газете «Русская мысль», журналах «Континент», «Грани», «Время» и многих других эмигрантских изданиях. Позднее начались регулярные публикации в России.

### Американский период
После эмиграции проживает с семьёй в Бостоне, где с 1972 года живёт брат писательницы, художник Леон Штейнмец, чьи работы находятся во многих галереях мира. В 2009 году в ГМИИ имени Пушкина состоялась его персональная выставка.
В США преподавала в Гарварде русский язык, получила докторскую степень в Браунском университете (тема диссертации «Психология детства в творчестве Ф. М. Достоевского»). Начала писать художественную прозу («Ляля, Наташа, Тома», 1987).
Редактор-издатель газет «Бостонское время» (1995—1997), «Бостонский марафон» (с 1998). В настоящее время — автор 6 романов и более 50 рассказов, один из которых вошёл в число «26 лучших произведений женщин-писателей мира» (1998).
Высокую оценку её творчества дали престижные западные и отечественные СМИ: «Le Monde», «Slavic and European Journal», «Континент», «Грани», «Литературная газета», «Октябрь», «Дружба народов» и др.

## Творчество
Литературное направление
Автор создаёт звучную, частично ритмизированную прозу, насыщенную синестетическими ассоциациями. Жизненная история персонажей развёртывается на протяжении длительного времени и даётся в многообразии воспоминаний, ассоциаций, социальных и личных контактов. Отсюда многоплановость произведений, нередко — несколько сюжетных линий.
Историческая тематика раскрывается автором с непривычного ракурса. В книгах писателя наибольшее внимание уделяется тому, как ход мировой истории сказывается на отдельных людях, их судьбах, их характерах, — а не тому, как личность влияет на течение мировых событий.
Духовный мир персонажей Ирины Муравьёвой неотделим от чувственного, плотского, телесного — эта чувственная цельность восприятия мира вносит в прозу элементы эротизма.
Сильнее всего на прозу Муравьёвой повлияли Лев Толстой, Иван Бунин и Владимир Набоков.
Ирина Муравьёва — о жанровом определении своей прозы (сказано после выхода романа «Весёлые ребята»): "Недавно Дмитрий Быков говорил мне: «Ваш роман „Весёлые ребята“ — дикий роман. Вы там такую эротику устроили. Не было в 8-9-х классах 70-х годов такой эротики. Не рожали девочки за школьной партой». (В романе «Весёлые ребята» ученица восьмого класса родила ребёнка). Дело в том, что я не пишу реалистическую прозу и ничего не документирую. Детство моего романа — это не документ и не дневник детства как такового, а его метафора, которая свободна в своей фантасмагории и бесконечности. Любой гротеск помогает в создании и смешного, и страшного, любое художественно выполненное преувеличение ведёт к затаённой жизненной правде. Мне не так просто объяснить своё направление логически. Я, например, не могу сказать, отчего моя проза вдруг выстраивается в белые стихи, откуда в ней появляется этот явный ритм, в котором, разумеется, ещё меньше традиционного реализма. Я не изобретаю никаких «приёмов»: всё, что происходит в моём тексте, происходит внутри меня".

## Оценка современниками
Рассказ «На краю» был напечатан в сборнике «26 лучших произведений женщин-писателей мира» (1998). Роман И. Муравьёвой «Весёлые ребята» был номинирован в 2005 году на Букеровскую премию. Роман «Любовь фрау Клейст» вошёл в long-list «Большой книги» 2009 года. Это произведение назвали безусловным бестселлером осени 2008 года популярные издания «Ваш досуг» и «afisha.mail.ru». Роман «День ангела» вошёл в long-list «Ясная поляна» (2011), «Барышня» — в short-list Бунинской премии (2011)
Творчество Ирины Муравьёвой высоко оценивают А. Кабаков, М. Шишкин, Л. Аннинский, Н. Иванова и другие современные писатели и литературные критики.

## Произведения
Литературоведческие работы:

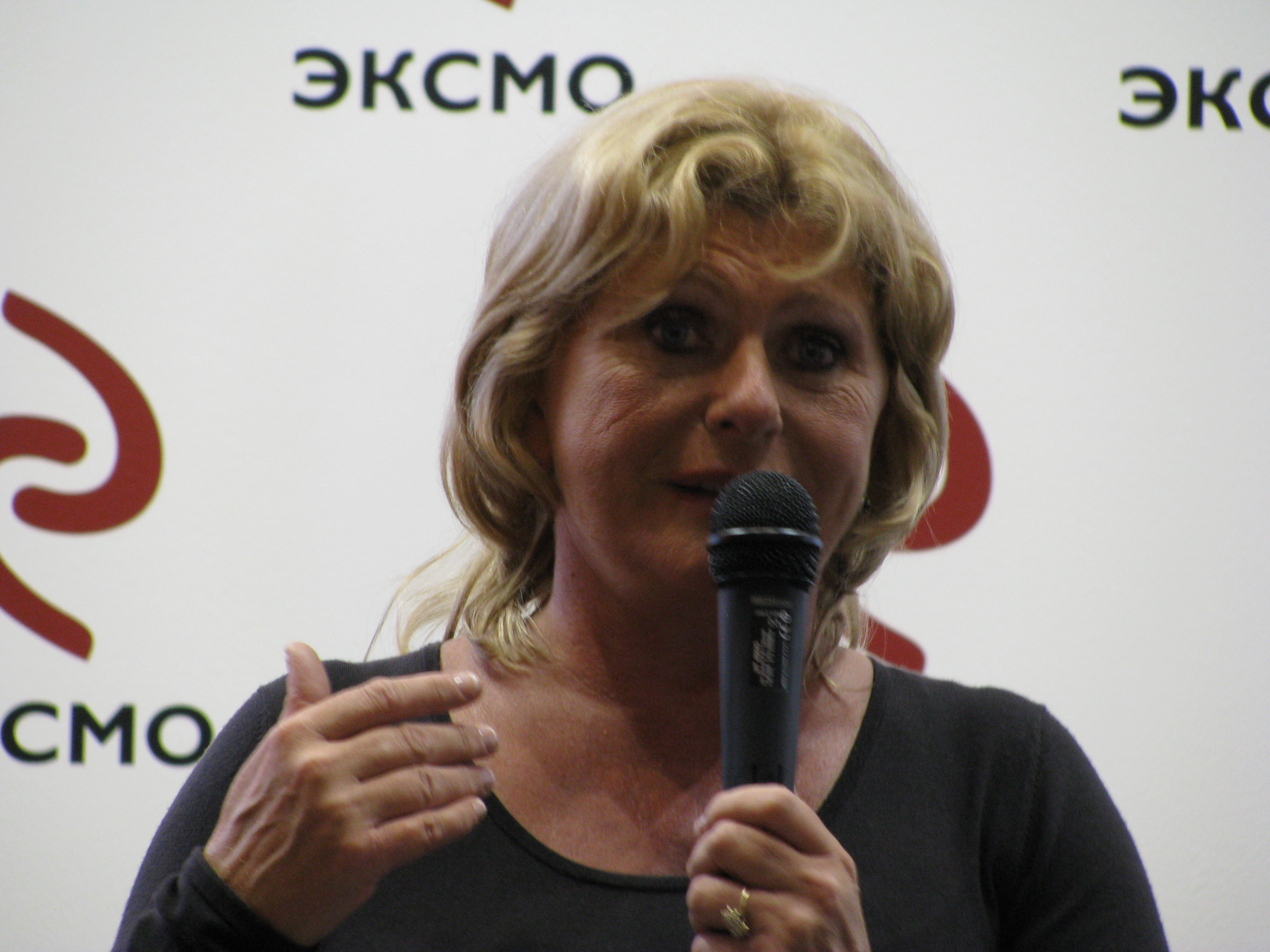
Ирина Муравьёва на ММКВЯ-2011

- Молчание в пушкинском «Пире во время чумы»
- Тайные аспекты в повести Ф. М. Достоевского «Кроткая»
- Психология детства в творчестве Ф. М. Достоевского

Романы:
- Портрет Алтовити (Вагриус, 2005)
- Весёлые ребята (Вагриус, 2006)
- Любовь Фрау Клейст (Эксмо, 2008)
- День ангела (Эксмо, 2009)
- Барышня (Эксмо, 2010)
- Холод черёмухи (Эксмо, 2011)
- Мы простимся на мосту (Эксмо, 2011)

Повести и сборники малой прозы:
- Ляля, Наташа, Тома (журнал «Дружба народов», 1987)
- Душа, плывущая в эфире (Терра, 1992)
- Кудрявый лейтенант (Tenafly, USA: Hermitage Publishers, 1995)
- A Will and a Way (Glas, 1996)
- The Nomadic Soul. A story of modern day Anna Karenina (Glas, 1999)
- На краю (Эксмо, 2001)
- Мещанин во дворянстве (в составе книги «Филемон и Бавкида», Вагриус, 2000)
- Документальные съёмки (Tenafly, USA: Hermitage Publishers, 2000)
- Филемон и Бавкида (Вагриус, 2002)
- Дневник Натальи (журнал «Октябрь» 2000)
- Медвежий букварь (в составе книги «Ляля, Наташа, Тома», Эксмо, 2009)
- Жена из Таиланда (Эксмо, 2009)
- Напряжение счастья (Эксмо, 2010)
- Сусанна и старцы (Эксмо, 2011)

## Справочная информация
Значимые адреса
До десятилетнего возраста жила в Москве в Первом переулке Тружеников, в доме № 4;
Впоследствии семья будущей писательницы переехала на улицу Удальцова, в дом № 71-А;
Ныне проживает в Dover, штат Массачусетс.
Литературные журналы и издательства
Ранние публикации появлялись в журналах «Дружба народов», «Знамя», «Октябрь», «Континент», газете Русская мысль и других изданиях. Впоследствии сотрудничала с издательствами Glas (Россия), Эксмо (Россия), Вагриус (Россия), «Эрмитаж» (США), <Акте Сюд> (Франция), Новый Сад (Сербия)

## Интересные факты
Её произведения называют «музыкальными», «полифоническими», «симфоническими». Музыкальность проявляется как в умении развивать мотивы, создавать темы с вариациями, прихотливо выстраивать сюжетные линии, так и в создании ритмической прозы. Тем не менее Ирина Муравьёва уверяет, что у неё вообще нет музыкального слуха.
В романе «День ангела» затронута тема сотрудничества либеральной западной интеллигенции с Большим террором. А. Кабаков объясняет, почему для этого нужна гражданская смелость, так: «Напишешь, как левая интеллигенция прогибалась, — тебя никогда не переведут, потому что западная интеллигенция по-прежнему левая».
Одна из сюжетных линий романа «День ангела» связана с образом Дюранти — британского журналиста, работавшего с 1922 по 1936 руководителем московского бюро Нью-Йорк Таймс.
До романа «День ангела» Ирины Муравьёвой в русской художественной литературе не поднималась тема японо-китайской войны (1937—1945).